# Labochilus linguarius
Labochilus linguarius är en stekelart som först beskrevs av E.Saundas 1905.  Labochilus linguarius ingår i släktet Labochilus och familjen Eumenidae. Inga underarter finns listade i Catalogue of Life.